# Roger Sherman

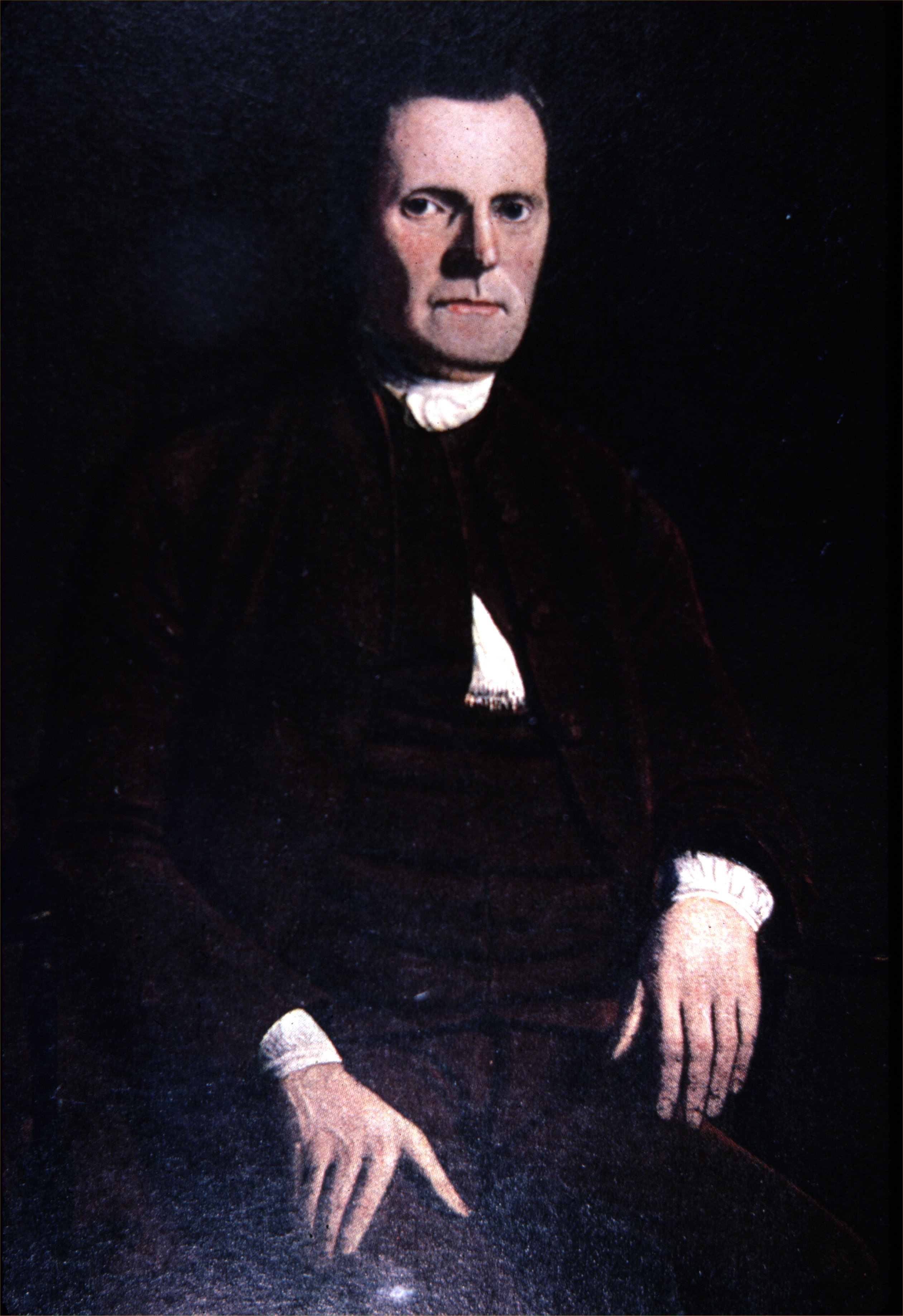
Porträtt av Roger Sherman

Roger Sherman, född 19 april 1721 i Newton, Massachusetts, död 23 juli 1793 i New Haven, Connecticut, var en amerikansk politiker. Han var en av USA:s grundlagsfäder och medlem i kontinentala kongressens utskott som utarbetade texten till USA:s självständighetsförklaring. De övriga fyra i Committee of Five var John Adams, Benjamin Franklin, Thomas Jefferson och Robert R. Livingston. Sherman valdes till borgmästare då New Haven år 1784 fick stadsrättigheter. Han representerade Connecticut i båda kamrarna av USA:s kongress, först i representanthuset i den första kongressen 1789–1791 och sedan i senaten från 1791 fram till sin död. Han var morfar till Roger Sherman Baldwin, William M. Evarts, Ebenezer R. Hoar samt George Frisbie Hoar och anfader till andra framträdande politiker. Den politiska familjen som härstammar från honom kallas Baldwin, Evarts, Hoar & Sherman family.

## Tidig karriär
Sherman gick i skola i Massachusetts och flyttade 1743 efter faderns död tillsammans med modern och syskon till Connecticut. Han fick 1745 anställning som lantmätare i New Haven County. Han studerade sedan juridik och inledde 1754 sin karriär som advokat i Litchfield, Connecticut. Han var fredsdomare i Litchfield County 1755–1761. Sherman flyttade 1761 till New Haven och var där fredsdomare 1765–1766.

## USA:s självständighetsförklaring

Declaration of Independence, målning av John Trumbull som föreställer Committee of Five med självständighetsförklaringen.

Sherman tjänstgjorde sedan som domare i Connecticut samtidigt som han undervisade i religion vid Yale och representerade Connecticut i kontinentala kongressen. Delegaterna från de tretton kolonierna tillsatte den 11 juni 1776 ett utskott som fick i uppdrag att utarbeta självständighetsförklaringen. De fem som valdes kom sinsemellan överens om att Thomas Jefferson fick skriva det första utkastet. Efter några omarbetningar var texten färdig den 28 juni och Sherman fick vara med om det historiska ögonblicket att presentera självständighetsförklaringen till kontinentala kongressen. Den slutgiltiga självständighetsförklaringen var i huvudsak samma text som hade utarbetats i utskottet men två avsnitt ströks, en negativ anmärkning gällande det engelska folket och ett fördömande av slavhandeln. Sherman undertecknade år 1776 självständighetsförklaringen, år 1777 konfederationsartiklarna och sedan år 1787 USA:s konstitution som ersatte konfederationsartiklarna. Vad som gjorde Sherman unik bland USA:s grundlagsfäder var att han redan år 1774 i den första kontinentala kongressen hade varit med om att underteckna associationen och därmed förklara ekonomiska sanktioner mot Storbritannien. Även Robert Morris undertecknade självständighetsförklaringen, konfederationsartiklarna och konstitutionen men hade inte varit med om att underteckna 1774 års associationsartiklar.

## Konstitution och USA:s kongress
På konstitutionskonventet i Philadelphia år 1787 föreslog Sherman en kompromiss som avgjorde tvisten om USA:s folkrepresentation. Connecticutkompromissen eller den stora kompromissen ledde till införandet av tvåkammarsystemet. Enligt kompromissförslaget fick varje delstat två senatorer oavsett storlek, medan en kongressledamot i representanthuset skulle motsvara 30 000 invånare. Konstitutionen godkändes och tvåkammarsystem infördes. Sedan fick Sherman representera Connecticut, först i representanthuset från mars 1789 till mars 1791. Han var inte bland de ursprungliga ledamöterna i den andra kongressen men senator William Samuel Johnson avgick redan den 4 mars 1791. Sherman tillträdde som senator för Connecticut den 13 juni 1791. Han avled 1793 i ämbetet och efterträddes av Stephen Mix Mitchell. Sherman gravsattes på New Haven City Burying Ground (numera Grove Street Cemetery) i New Haven. Staden Sherman i Fairfield County har fått sitt namn efter Roger Sherman.